# Naruto Shippuden: Ultimate Ninja Storm Revolution
Naruto Shippūden: Narutimate Storm Revolution (яп. ＮＡＲＵＴＯ－ナルト－ 疾風伝 ナルティメットストーム レボリューション) — п'ята відеогра серії Naruto: Ultimate Ninja, розроблена компанією CyberConnect2 і видана Bandai Namco Games. Заснована на манзі «Наруто» Масасі Кісімото. Ця відеогра є продовженням Naruto Shippuden: Ultimate Ninja Storm 3. Гра була випущена у вересні 2014 року в Японії, Північна Америка, і Європі.
У грі представлена модернізована бойова система. Вона включає в себе нові способи формування груп на основі навичок, а також контратак і сторожових перерв. Масасі Кісімото працював в грі, надаючи новий символ Mecha Наруто, а також нові конструкції для персонажів, що належать до організації Акацукі, чиї назад-розповіді говорять в цій грі. Гра також включає в себе режим турніру, де гравець може битися проти трьох бійців інших гравців у той же час, в тотальному форматі битви Royale. Гравці також можуть налаштовувати персонажів.